# Antonio Giammarinaro
Antonio Giammarinaro, detto Tony (Tunisi, 20 ottobre 1931), è un allenatore di calcio ed ex calciatore italiano.

## Carriera

### Giocatore
Componente delle giovanili del Torino, fa parte della formazione ragazzi schierata dalla società granata, opposta a compagini di pari età, nelle quattro partite conclusive del campionato di Serie A 1948-1949 dopo la tragedia di Superga, dove, schierato come mezzala, va a segno 2 volte contro Genoa e Palermo.
Passato nella rosa della prima squadra nella stagione successiva, resta coi granata per cinque stagioni senza riuscire mai ad imporsi come titolare fisso, risultando tuttavia un rincalzo a centrocampo affidabile e spesso efficace in zona gol (8 reti in 41 partite complessive fra i piemontesi).
Nell'estate 1954 si trasferisce al Modena per disputare due stagioni fra i cadetti, quindi passa al Taranto dove disputa 4 stagioni di Serie B, fra le quali è da ricordare l'annata 1956-1957 quando Giammarinaro pur essendo essenzialmente un centrocampista offensivo e non un attaccante vero e proprio realizza 15 reti. La stagione 1960-1961, nelle file dell'Ozo Mantova, si chiude con la prima storica promozione dei virgiliani in massima serie.
A fine stagione viene riacquistato dal Torino, che tuttavia, dopo una sola partita disputata in campionato, lo cede nella sessione autunnale del calciomercato al Bari, nuovamente fra i cadetti. Resta coi biancorossi tre stagioni centrando nella seconda la promozione in A e disputando nella terza 20 incontri in massima serie, realizzando anche una rete contro l'Inter Campione d'Italia.
A fine stagione passa al Pescara in Serie C dove conclude la sua quasi ventennale carriera.
In carriera ha totalizzato complessivamente 62 presenze e 9 reti in Serie A, e 280 presenze e 58 reti in Serie B.

### Allenatore
Altrettanto lunga è la carriera di allenatore di Giammarinaro, da fine anni sessanta fino agli anni novanta. Ha guidato prevalentementemente formazioni di Serie C, quasi esclusivamente al Centro-Sud. Ha ottenuto i migliori risultati alla guida dell'Avellino, conducendolo nella stagione 1972-73 alla prima storica promozione in B, e guidandolo poi fra i cadetti fino al 1975.

## Palmarès

### Allenatore

#### Competizioni nazionali
- Serie D: 2

Maceratese: 1969-1970
Chieti: 1976-1977
- Serie C: 1

Avellino: 1972-1973